# Microsoft Office 2010
Microsoft Office 2010 (nombre código Office 14) es una versión de la suite ofimática Microsoft Office de Microsoft sucesora de Microsoft Office 2007 y el antecesor de Microsoft Office 2013. Office 2010 incluye compatibilidad extendida para diversos formatos de archivos, actualizaciones de la interfaz de usuario, y una experiencia de usuario refinada. Por primera vez y con la introducción de Office 2010, la suite está disponible en una compilación para arquitecturas de 64 bits, aunque solo para los sistemas operativos de núcleo NT 6.x, como Windows Vista, Windows 7 y Windows Server 2008/2008 R2. Los sistemas operativos de 64 bits anteriores de núcleo NT 5.x como Windows XP Professional y Windows Server 2003 no están soportados oficialmente. Office 2010 fue la última versión compatible con Windows XP y Windows Vista.
Office 2010 marca el debut del servicio de suscripción Office 365, así como también de las Office Web Apps, una versión gratuita que incluye Word, Excel, PowerPoint y OneNote la cual funciona directamente en navegadores web. Una nueva edición de Office, Office Starter 2010, reemplaza al software de productividad Microsoft Works donde esta edición no incluye gran parte de las funciones y características de Office 2010. En dispositivos móviles, Office Mobile 2010 está disponible en equipos Windows Phone con Windows Mobile 6.5 y Phone 7.

## Historia y desarrollo
Su desarrollo comenzó en 2006, mientras que Microsoft terminaba el trabajo sobre Office 12, lanzado como Microsoft Office 2007. El número de versión 13 se ha omitido debido a la aversión por el número 13. Anteriormente se pensaba que Office 2010 (entonces llamado Office 14) estaría listo en el primer semestre de 2009.
El 10 de enero de 2009, se filtraron algunas capturas de pantalla de una versión alfa de Office comenzaría la prueba técnica durante el mes de julio de 2009. Desde ese mes hasta lo presente está disponible la descarga de la beta pública de Office 2010 para computadoras de 32 y 64 bits.

### Adelanto técnico
El 34 de julio de 2009, Microsoft empezó a enviar invitaciones en Microsoft Connect para probar una Vista previa oficial de Office 2010. El 30 de agosto de 2009, la versión beta compilación 4417 fue filtrada en Internet a través de redes de torrent.

### Beta pública
En un principio, se anunció que una versión beta estuvo disponible en exclusiva para los usuarios de TechNet y MSDN. Más adelante, se lanzó al público el 18 de noviembre de 2009; las personas podían descargar la versión recientemente preliminar de Office 2010 desde el sitio web de Microsoft Office Beta, que fue lanzado días antes.

### Versión candidata
El 3 de febrero de 2010, Microsoft anunció la disponibilidad de Office 2010 RC (versión candidata), la cual estuvo disponible exclusivamente para los miembros del TAP (Techology Adoption Program). No se ha dado demasiada publicidad a este hito en el desarrollo del sucesor de Office 2007, en contraste de lo que sucedió con la versión beta, descargada más de 2 millones de veces.

### Lanzamiento para distribución
El 20 de abril de 2010, Microsoft concluyó el desarrollo de Microsoft Office 2010. A partir del 27 de abril del mismo año, los usuarios participantes en el programa Software Assurance para licencias por volumen, podían descargarlo en inglés. Desde el 12 de mayo estuvo disponible para el mercado empresarial. Finalmente, los consumidores pudieron adquirirlo al mes siguiente.

### Finalización del soporte
El 13 de octubre de 2020 finalizó el soporte por parte de Microsoft, mencionando que "no habrá extensión ni actualizaciones de seguridad ampliadas, aunque se podrá seguir usando las aplicaciones de Office 2010 pero con riesgos de seguridad potencialmente dañinos". A partir de ese momento, la empresa también comenzó a retirar paulatinamente la ayuda en línea referente al lanzamiento.

## Características
Según un artículo publicado en InfoWorld en abril de 2006, Office 2010 hubiera sido más "basado en papel" que las versiones anteriores. El artículo cita a Simon Witts, Vicepresidente Corporativo de Microsoft Enterprise, quien afirma que habría características adaptadas a los empleados en "funciones como profesionales de la investigación y desarrollo, las personas ventas y los recursos humanos." Por intereses de las ideas denominados "Web 2.0" cuando se aplique en la Internet, es probable que Microsoft incorporará características de SharePoint Server en Office 2010.
Aunque se dijo en un principio, Office 2010 no implementa la versión compatible con ISO de Office Open XML que fue normalizado como ISO 29500 en marzo de 2008 y por ende, se incluye sólo una variante de transición del estándar. Declaraciones hechas por Doug Mahugh, profesional del equipo de interoperabilidad de Microsoft, indican que el soporte al formato «estricto» del estándar estará disponible en una futura versión 15 de la suite ofimática de la empresa, y probablemente se añada soporte a Microsoft Office 2010 mediante un complemento o Service Pack. También se incluye compatibilidad con el formato OpenDocument Format v1.1 (ODF), versión en proceso de estandarización que difiere de la 1.0, aprobada como ISO/IEC 26300:2006 en mayo de 2006.
Entre las nuevas características incluidas, se incluye una herramienta de captura de pantalla integrada, una herramienta de eliminación de antecedentes, un modo de documentos protegidos, nuevas plantillas de SmartArt y autor de permisos. El "Botón de Office" de la versión 2007, será reemplazado por un botón que conduce a un panel con el acceso a funciones principales, como imprimir, guardar el archivo en distintos formatos, asignarle etiquetas, subirlo a SkyDrive, entre otros. Una interfaz de cinta refinada está presente en todas las aplicaciones de Office, incluyendo Outlook, Visio, OneNote, Project y Publisher. Las aplicaciones de Office tienen también compatibilidad con la función jumplists de Windows 7, que permitiría fácil acceso a los últimos elementos y tareas.

### Edición Starter
En noviembre de 2009 fue lanzada la edición Starter para un reducido grupo de personas. Incluye Microsoft Word 2010 Starter y Microsoft Excel 2010 Starter y muestra publicidad en compensación a que es libre de costos. Ambas piezas del software poseen limitaciones con respecto a publicaciones de pago de Microsoft Office, además éstas 'versiones Starter' contienen publicidad en el lado inferior derecho de la ventana. La inclusión de publicidad en esta edición ha provocado cierta controversia. Office Starter 2010 sólo está disponible para Windows Vista y Windows 7 principalmente pero no lo es para Windows XP. La edición Starter sólo está disponible como una preinstalación en computadoras nuevas con licencias OEM. Office Starter carece de un reemplazo de la base de datos Microsoft Works.

## Office Web Apps
Microsoft ofrece una versión gratuita basada en la web de su serie de productividad de oficina, conocida como Office Web Apps, que debutó con el lanzamiento de Office 2010. Office Web Apps es parte de OneDrive que permite a los usuarios cargar, crear, editar y compartir documentos de Microsoft Office directamente dentro de un navegador web. Incluye versiones de Microsoft Word, Excel, PowerPoint, y OneNote, proporciona funcionalidades para los usuarios a colaborar en los documentos almacenados en OneDrive. Las aplicaciones web permiten compartir y la colaboración de documentos y archivos y también cuentan con interfaces de usuario similares a sus homólogos de escritorio. Estas aplicaciones no incluyen toda la funcionalidad de las aplicaciones de Web de Office ní la aplicación Web de OneNote.

## Office Mobile 2010
La suite ofimática de Windows Mobile será actualizada por Microsoft junto con Office 2010. Windows Mobile 6.5 es necesario para poder usar Microsoft Office 2010. Las nuevas características incluyen
- Presentation Companion: El complemento para PowerPoint Mobile permite a los usuarios controlar una presentación a través de su Windows phone y podrán mostrar notas de orador.
- Vista de conversación: Outlook Mobile integra los correos electrónicos relacionados en un grupo para facilitar su lectura y administración.
- SharePoint Mobile: La nueva aplicación permitirá a los usuarios sincronizar documentos de servidores de SharePoint directamente a su Windows phone para ver y editar documentos sin conexión.
- Soporte para contenido nuevo de Office 2010, como SmartArt y gráficos.
- El 12 de agosto de 2009, se anunció una versión para Symbian de la suite ofimática.

## Aplicaciones incluidas
- Microsoft Access 2010
- Microsoft Communicator 2010
- Microsoft Excel 2010
- Microsoft SharePoint 2010
- Microsoft SharePoint Workspace 2010
- Microsoft InfoPath 2010
- Microsoft Lync 2010
- Microsoft OneNote 2010
- Microsoft Outlook 2010
- Microsoft Picture Manager 2010
- Microsoft PowerPoint 2010
- Microsoft Project 2010
- Microsoft Publisher 2010
- Microsoft Visio 2010
- Microsoft Word 2010

## Comparación de ediciones
| Programas y características            | Starter         | Hogar y estudiantes | Hogar y negocio | Standard | Professional    | Professional Plus | Professional Académico | Distribuido por separado |
| -------------------------------------- | --------------- | ------------------- | --------------- | -------- | --------------- | ----------------- | ---------------------- | ------------------------ |
| Licencias                              | OEM             | Venta por menor     | Venta por menor | Volumen  | Venta por menor | Volumen           | N/A                    | N/A                      |
| Precios de la versión completa         | Gratis          | 125,10 €            | 341,10 €        | N/A      | 629,10 €        | 300€              | 69,00 €                | N/A                      |
| Precios de la versión de actualización | N/A             | N/A                 | N/A             | N/A      | N/A             | N/A               | N/D                    | N/A                      |
| Excel                                  | Edición Starter | Sí                  | Sí              | Sí       | Sí              | Sí                | Sí                     | Sí                       |
| Word                                   | Edición Starter | Sí                  | Sí              | Sí       | Sí              | Sí                | Sí                     | Sí                       |
| PowerPoint                             | No              | Sí                  | Sí              | Sí       | Sí              | Sí                | Sí                     | Sí                       |
| OneNote                                | No              | Sí                  | Sí              | Sí       | Sí              | Sí                | Sí                     | Sí                       |
| Picture Manager                        | No              | Sí                  | Sí              | Sí       | Sí              | Sí                | No                     | No                       |
| Outlook                                | No              | No                  | Sí              | Sí       | Sí              | Sí                | Sí                     | Sí                       |
| Publisher                              | No              | No                  | No              | Sí       | Sí              | Sí                | Sí                     | Sí                       |
| Access                                 | No              | No                  | No              | No       | Sí              | Sí                | Sí                     | Sí                       |
| InfoPath                               | No              | No                  | No              | No       | No              | Sí                | No                     | Sí                       |
| SharePoint                             | No              | No                  | No              | No       | No              | Sí                | No                     | Sí                       |
| Lync                                   | No              | No                  | No              | No       | No              | No                | No                     | Sí                       |
| Project                                | No              | No                  | No              | No       | No              | No                | No                     | Sí                       |
| Visio                                  | No              | No                  | No              | No       | No              | No                | No                     | Sí                       |

Microsoft lanzó la versión de Office (Microsoft Office 2011 para Mac) para Mac OS X en el año 2010.